# نظرية التقييم المعرفي
نظرية التقييم المعرفي (اختصارًا CET) هي نظرية في علم النفس مصممة لشرح تأثيرات العواقب الخارجية على الدوافع الداخلية. تمثل نظرية التقييم المعرفي تحديدًا نظرية فرعية لنظرية التحديد الذاتي تركز على الجدارة والاستقلال الذاتي في أثناء دراسة كيفية تأثر الدافع الداخلي بالقوى الخارجية في العملية المعروفة باسم «المزاحمة» التحفيزية
تستخدم نظرية التقييم المعرفي ثلاثة مقترحات لشرح كيفية تأثير العواقب على الدافع الداخلي:
1. تؤثر مجموعة الأحداث الخارجية على الدافع الداخلي للأنشطة الصعبة المثلى إلى الحد الذي تؤثر فيه على الجدارة المدركة، في سياق نظرية التحديد الذاتي. فالأحداث التي تعزز الجدارة المدركة ستعزز الدافع الداخلي، بينما تقلل الأحداث التي تقلل من الجدارة المدركة من الدافع الداخلي (ديسي ورايان، 1985).
2. تملك الأحداث المرتبطة ببدء السلوك وتنظيمه ثلاثة جوانب محتملة، لكل منها وظيفة مهمة.
- يسهل الجانب الإعلامي تحديد موضع داخلي مدرك للسببية والجدارة المدركة، وبالتالي يؤثر إيجابًا على الدافع الداخلي.

- يسهل الجانب المسيطر تحديد موضع خارجي مدرك للسببية (إدراك الشخص لسبب النجاح أو الفشل)، وبالتالي يؤثر سلبًا على الدافع الداخلي ويزيد من الامتثال أو التحدي الخارجيان.

- يسهل جانب انعدام الحافز الشعور بعدم الجدارة، ويقوض الدافع الداخلي مع تعزيز قلة الاهتمام بالمهمة.

تحدد الأهمية النسبية وقوة هذه الجوانب الثلاثة للشخص الأهمية الوظيفية للحدث (ديسي ورايان، 1985).
3. تختلف الأحداث الشخصية في جوانبها النوعية، ومثل الأحداث الخارجية، يمكن أن يكون لها دلالات وظيفية مختلفة. تسهل الأحداث التي تعد أعلام داخلي الأداء الذاتي وتحافظ على الدافع الداخلي أو تعززه. تُختبر الأحداث التي تعد أحداثًا مسيطرة داخليًا كضغط نحو نتائج محددة وتقويض للدافع الداخلي. تبرز الأحداث الداخلية منعدمة التحفيز عدم الجدارة وتقوض أيضًا الدافع الداخلي (ديسي وريان، 1985).

## أدلة عليها
قدمت العديد من الدراسات التجريبية دعمًا جزئيًا على الأقل للأفكار المعبر عنها في نظرية التقييم المعرفي. تشمل بعض الأمثلة:
1.  وجد فاليراند وريد (1984) أن الجدارة المدركة والدوافع الذاتية لدى طلاب الجامعات قد زادوا عن طريق التعليقات الإيجابية وانخفضوا عن طريق التعليقات السلبية. وإضافةً إلى ذلك، اقترح تحليل المسار أن تأثيرات التعليقات على الدوافع الذاتية للطلاب كانت بوساطة الجدارة المدركة.
2.  وجد كروغلانسكي وألون ولويس (1972) أن المكافآت المادية قللت من الحافز الداخلي لأطفال الصف الخامس للعب ألعاب مختلفة. حاول المؤلفون أيضًا قياس ما إذا كان لدى الأطفال الذين حصلوا على المكافآت موضع خارجي للسببية أم لا. سألوا الأطفال الذين حصلوا ولم يحصلوا على مكافأة بعد أسبوع واحد من جلسة الفحص عن أسباب لعبهم الألعاب. ذكر اثنان فقط من أصل 36 طفل حصلوا على مكافأة أن المكافأة هي السبب.
3.  اختبر جوداس وبيدل وفوكس وأندروود (1995) هذه الفرضية باستخدام أساليب تدريس مختلفة في فصل التربية البدنية. أبلغ الطلاب عن مستويات أعلى من الحوافز الذاتية عندما قدم لهم مدرب المسار والميدان خيارات عديدة في أثناء الدرس بدلاً من التحكم في جميع القرارات الصفية.